# Elsagate

Примеры кадров видео, попадающих под определение Elsagate

Elsagate (от Эльза + англ. gate — суффикс в названии скандалов, произошедший от Уотергейта) — скандал вокруг появления на видеохостинге YouTube большого количества видео и каналов, рассчитанных на младшую детскую аудиторию, имеющих аномально высокое количество подписчиков и огромную статистику просмотров. Как правило, на этих каналах размещаются материалы очень низкого качества: однообразные ролики, бессюжетные сцены, разыгрываемые взрослыми и детьми и т. д. Кроме того, среди этих видеозаписей имеются ролики, содержащие сцены насилия, сексуальные фетиши, дефекацию и т. д., которые не отсекаются фильтрами родительского контроля и часто попадают в списки рекомендаций после просмотра детских мультфильмов. Миниатюры и заголовки могут мимикрировать под серии известных мультсериалов или выпуски телепередач, нарушая авторское право, другие имеют бессмысленные заголовки, возможно, сгенерированные автоматически с целью поисковой оптимизации.
Впервые подобные видео стали появляться в середине 2010-х годов, но внимание общественности и прессы заслужили летом 2017 года, когда было замечено, что подобные видео набирают многомиллионные просмотры от детей. Тогда же и появился термин Elsagate. Название связано с Эльзой, главной героиней мультфильма «Холодное сердце», которая часто появляется среди персонажей подобных видео.

## Общие сведения
Впервые подобные видео стали появляться в середине 2010-х годов (хотя доказательств того, что подобных видео не существовало до 2010-х годов, нет), когда на YouTube многомиллионные просмотры стали набирать видео для детей, представляющие собой как правило любительские музыкальные клипы или мультфильмы с низкокачественной анимацией, в которых вместо какого-то сюжета, а то и фабулы, происходили спонтанные и малосвязанные действия. Благодаря дешевизне их создания и быстрому росту популярности, детские видео стали появляться в огромных количествах, а в попытке перетянуть на себя детскую аудиторию в них всё чаще стали добавлять действия шокирующего характера. С появлением YouTube Kids такие ролики стали гораздо чаще попадать на глаза детям. Пресса впервые заинтересовалась подобными видео в 2017 году, тогда же и появился термин Elsagate. Попытка найти первоисточник, ставший образцом для остальных видео, не увенчалась результатами ввиду многочисленности контента и его недолговечности.
По той причине, что у подобных роликов имеется огромное количество просмотров и на их создание не требуется много времени и затрат, они приносят большие доходы их создателям. Поэтому в основном подобные видео представляют собой кликбейт. Пранкеры, следившие за некоторыми создателями видео, заметили, как те становились владельцами новых машин Lamborghini или Bentley благодаря доходам, полученным от подобных видео. Это мотивирует многих ютуберов в погоне за просмотрами создавать новые и новые elsagate-видео. Если ролики снимаются с участием ребёнка, то как правило их создают сами родители, чаще всего дома. При этом родители стараются скрывать свои личности. География создателей охватывает разные уголки мира, в том числе и Россию.
На подобные видео дети чаще всего попадают, потому что те появляются в рекомендациях после просмотров мультфильмов, созданных профессиональными студиями. Другим способом попасть на подобные видео можно через поисковик YouTube; если, например, ввести имя мультипликационного персонажа, то дальние результаты начнут выдавать видео, попадающие под определение Elsagate.

## Основные сюжеты
Данные видео примечательны тем, что для их создания не требуется особых усилий и затрат. Низкокачественный контент компенсируется яркими красками и шокирующими сценами, привлекающими детей. Часто в видео отсутствует какой-либо сюжет и смысловая нагрузка, вместо этого происходят спонтанные и бессмысленные события, в которых замешаны герои известных мультипликационных работ; чаще всего это Человек-паук с Эльзой и связанные с ними эротические сцены, где например Паук целует Эльзу, трогает её или обнимает. Сама же Эльза часто беременна. Под этими видео обычно оставляют комментарии в виде бессмысленных последовательностей символов.
Реже в видео могут принимать участие Женщина-кошка, Малефисента, Микки Маус, Халк, Джокер, принцессы вселенной Дисней, персонажи из мультфильмов My Little Pony, «Свинка Пеппа», «Миньоны» и др.. Сцены как правило затрагивают темы фетиша, эротики и беременности, а также сцены насилия, похищения, уколов, боли, реже встречаются видео с более шокирующим содержимым и затрагивает оргии, изнасилование, расчленение, обезглавливание, принудительный аборт, копрофилию. Как правило персонажи создаются при помощи 2D- или 3D-анимации, или же снимаются при участии актёров в костюмах. Такие видео не имеют возрастных ограничений на YouTube, и ребёнок получит к ним доступ, даже если взрослый поставит фильтры. Это наоборот повышает шанс того, что ребёнок наткнётся на видео, попадающее под определение Elsagate.
Другой тип видео Elsagate — сцены с детьми, где они выполняют челленджи, играют друг с другом или с куклами, например, делают инъекции в ягодицы, играют «в доктора», устраивают сцены связывания или имитируют дефекацию или поедание экскрементов. Или же это просто видео с детьми, где на них надето мало одежды, например, купаются, занимаются спортом, гимнастикой, принимая двусмысленные позы. Есть мнения, что такие видео помимо детей популярны у педофилов.

## Мнения специалистов
После исследования ряда видео Американский колледж педиатров дал оценку психологическим взаимоотношениям между персонажами. В частности, было выявлено, что мужские персонажи, как правило, проявляли повышенное озорство по отношению к женским персонажам. Женские же персонажи втайне желают быть изнасилованными; все акты насилия и преступлений преподносятся в видео, как несерьёзные преступления, скорее как нечто интересное. Сюжет делает особый акцент на девиантном поведении персонажей. По мнению исследователей, это может пагубно сказаться на психологическом и сексуальном воспитании детей.
По мнению Михаила Виноградова, психиатра-криминалиста, главы Центра правовой психологической помощи, причина популярности подобных видео в том, что многие родители плохо или вовсе не следят за тем, что смотрят их дети. Социальный психолог Наталия Варская считает, что даже при более жесткой цензуре в интернете всё равно останутся подобные видео в каком-то количестве, поэтому больший смысл имеет объяснение детям, что такое интернет. В другом случае, который касается снятия детей на видео, Виноградов отметил, что зачастую родители не осознают, что снимаемые ими на камеру дети могут стать объектом внимания педофилов. Что же касается родителей, осознанно снимающих фетишистские видео с участием своих детей ради миллиона просмотров, психолог Наталия Варская считает это прямым нарушением прав ребёнка, даже если он принимает участие в этом добровольно. Маленький ребёнок, по мнению психолога, не имея собственного мнения, не понимает, зачем родители снимают его на видео. В будущем это может пагубно сказаться на его психике и самооценке.
Кристофер Хеффнер, психолог, в своей статье The Psychological Effects of Violent Media on Children описывает, что по результатам его наблюдений, просмотр видео со сценами насилия увеличивает среди детей агрессию. Наблюдая за тем, как персонажи причиняют друг другу вред, ребёнок теряет способность к эмпатии и сочувствию, он начинает вести себя агрессивнее по отношению к другим детям, но одновременно больше боится окружающего мира. В качестве заключения, психолог рекомендует родителям посвящать больше времени общению со своими детьми, выражению любви к ним.

## Реакция
Хотя популярность подобные видео стали набирать ещё в середине 2010-х годов, общественная реакция последовала в основном весной и летом 2017 года. Ещё в марте того же года канал BBC обратил внимание на «отвратительные и жестокие видео» — плагиаты известных мультфильмов, феноменально набирающие миллионные просмотры. Почти сразу же появилась статья от журнала The Outline. Позже остальные СМИ также заинтересовались феноменом, тогда же и появилось определение Elsagate.
После этого внимание к детским роликам, а точнее к их создателям проявили многие интернет-пользователи, блогеры и родители; есть мнение, что подобные детские ролики часто являются прикрытием для педофилов, которые из-за усложнения доступа к детской эротике и порнографии, стали увеличивать своё присутствие на YouTube. Подобные люди могут оставлять в комментариях ссылки на закрытые видео или иные закрытые ресурсы, где присутствует видео с более явным эротическим подтекстом. Помимо этого некоторыми пользователями была выдвинута теория, что вялая борьба с видео на YouTube и обилие в подобных роликах видео со сладостями от известных брендов — связана с тем, что крупные компании по производству сладостей оказывают негласную поддержку создателям контента elsagate, которым крайне выгодно рекламировать свой продукт на таких видео, собирающих многомиллионные просмотры. Известный видеоблогер Итан Кляйн из h3h3productions в ходе расследования выяснил, что создатели видео для детей ранее не были известными ютуберами и даже часто являются семейными людьми, некоторые из создателей раньше были пранкерами. Среди видных причин популярности таких видео, пользователи считают отсутствие должной модерации детского контента в YouTube. Представители американского Национального Центра Защиты Детей (НЦЗД) в Хантсвилле уже обратились к представителям Google, которым принадлежит видеохостинг YouTube, и призвали лично разобраться с проблемой. Google ответили рекомендацией помечать любое видео, которое, по их мнению, может нарушить правила сообщества. Крис Ньюлин, представитель НЦЗД заметил, что действительно после жалобы подобные видео быстро удаляются, однако это не приносит видимых результатов, так как «ты прихлопываешь одну моль и сразу же находишь другую».
Изучением вопроса также занимался Роскомнадзор, пришедший к заключению, что не может повлиять на распространения подобных видео без специальных экспертных заключений. Больший интерес к видео проявила российская молодёжная организация Молодая Гвардия, которая провела анализ более 200 видео, суммарно просмотренных 157 миллионов раз и пришла к выводу, что проблема роликов Elsagate заключается в том, что они подсовываются в рекомендации после просмотра мультфильмов и детских телепередач, таким образом каждый ребёнок может быстро найти «детское» видео со сценами насилия или эротики.
Внимание к проблеме детских видео попытался привлечь и известный рэпер B.o.B и отметил, что «был в ужасе от видео с беременной Эльзой».
22 ноября 2017 года YouTube организовал массовую зачистку, в процессе которой было удалено свыше 50 каналов и более тысячи видео. 27 ноября хостинг заявил, что заблокировал более 270 аккаунтов и 150 000 elsagate-видео, отключил комментарии к более 650 000 видео, потенциально интересных педофилам, а также удалил более 2 миллионов видеороликов и 50 000 каналов, якобы выдающих себя за семейный контент. Издание Forbes однако заметило, что даже после массовой чистки на YouTube всё ещё можно увидеть проблемные видео, что, по мнению издания, доказывает совершенную неэффективность алгоритма YouTube для защиты маленьких детей.